# Aridad
En el análisis matemático, la aridad de un operador matemático o de una función es el número mínimo de argumentos necesarios para que dicho operador funcione, o se pueda calcular.
Por ejemplo, el operador de suma «+» es un operador binario (de aridad 2), porque necesita como mínimo dos argumentos para poder realizar una suma. En cambio, la función valor absoluto «| |» es un operador unario (de aridad 1), porque solo necesita un argumento.
El término también es utilizado en lógica matemática para referir relaciones, por ejemplo relación n-aria.

## Otros ejemplos
- Operación nularia significa aridad cero.
- Operación unaria o relación unaria significa aridad uno.
- Operación binaria o relación binaria significa aridad dos.
- Operación ternaria o relación ternaria significa aridad tres.